# 信用金庫法
信用金庫法（しんようきんこほう、昭和26年6月15日法律第238号）は、信用金庫に関する日本の法律である。

## 概要
1951年（昭和26年）6月15日に施行された法律で、第1条には、信用金庫は「国民大衆のために金融の円滑を図り、その貯蓄の増強に資するため、協同組織による信用金庫の制度を確立し、金融業務の公共性にかんがみ、その監督の適正を期するとともに信用の維持と預金者等の保護に資することを目的とする」と書かれ、その他の条項では信用金庫に関する出資や議決権などについても定めている。

## 構成
- 第1章　総則（第1条 - 第9条の2）
- 第2章　会員（第10条 - 第21条）
- 第3章　設立及び事業免許の申請（第22条 - 第30条）
- 第4章　管理
  - 第1節　通則（第31条）
  - 第2節　役員（第32条 - 第35条の9）
  - 第3節　理事会（第36条 - 第37条の2）
  - 第4節　計算書類等の監査等（第38条 - 第38条の4）
  - 第5節　役員等の責任（第39条 - 第39条の6）
  - 第6節　支配人（第40条・第41条）
  - 第7節　総会等（第42条 - 第48条の13）
  - 第8節　総代会（第49条・第50条）
  - 第9節　出資一口の金額の減少（第51条 - 第52条の2）
- 第5章　事業（第53条・第54条）
- 第5章の2　外国銀行代理業務に関する特則（第54条の2 - 第54条の2の3）
- 第5章の3　全国連合会債の発行（第54条の2の4 - 第54条の20）
- 第5章の4　子会社等（第54条の21 - 第54条の25）
- 第6章　経理（第55条 - 第57条）
- 第7章　事業の譲渡又は譲受け及び合併（第58条 - 第61条の7）
- 第8章　解散及び清算（第62条 - 第64条）
- 第9章　登記（第65条 - 第85条）
- 第9章の2　信用金庫代理業（第85条の2・第85条の2の2）
- 第9章の3　信用金庫電子決済等取扱業（第85条の3 - 第85条の3の5）
- 第9章の4　信用金庫電子決済等代行業（第85条の4 - 第85条の11）
- 第9章の5　指定紛争解決機関（第85条の12・第85条の13）
- 第10章　雑則（第86条 - 第89条の3）
- 第11章　罰則（第89条の4 - 第94条）
- 第12章　没収に関する手続等の特例（第95条 - 第97条）
- 附則